# Frank Kvitta

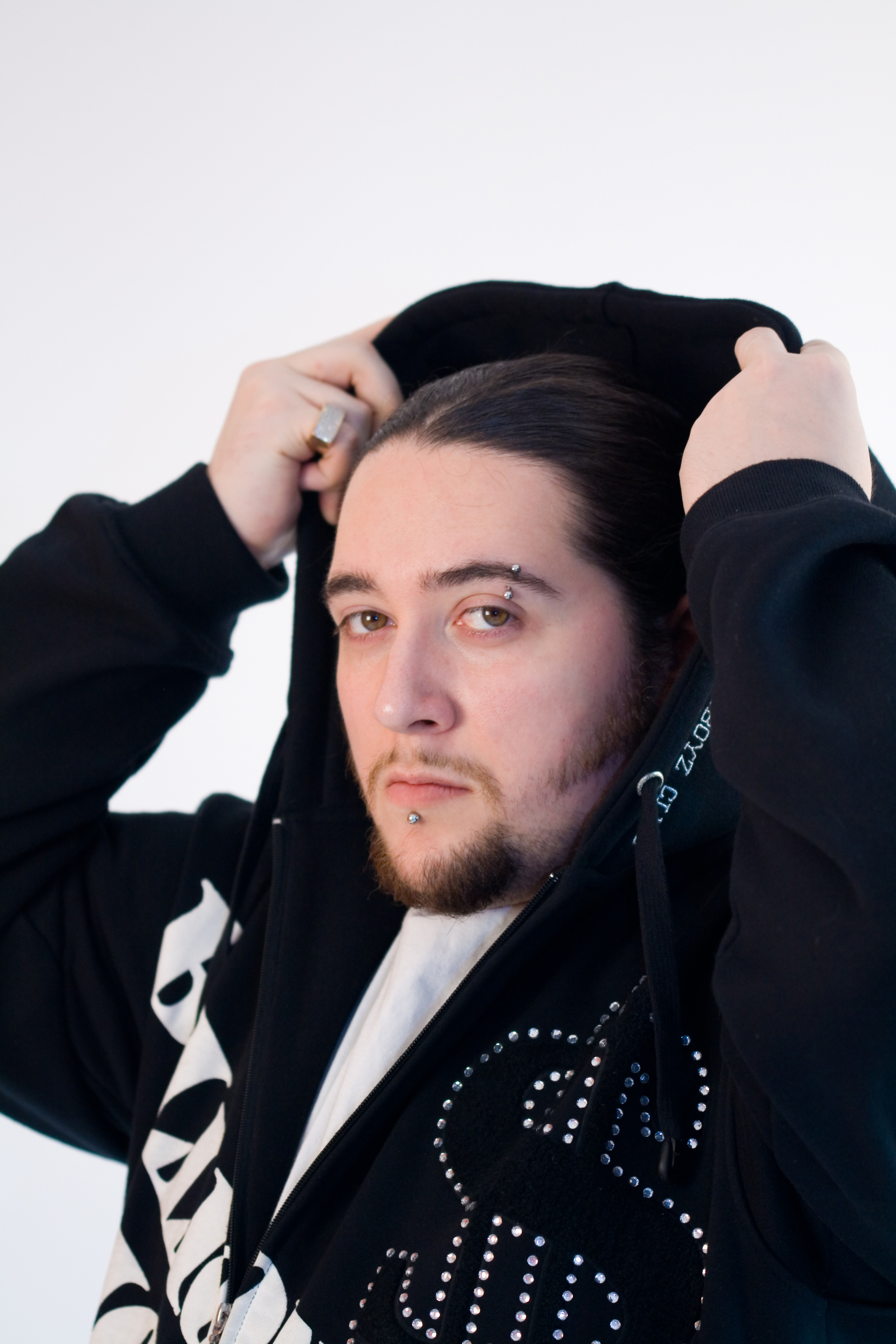
Frank Kvitta

Frank Kvitta (* 13. Oktober 1981 in Langen, Deutschland) ist ein deutscher Techno-DJ, Produzent und Label-Betreiber.

## Leben
Er spielte  auf den Dance-Veranstaltungen Loveparade, Mayday und Nature One in Deutschland.
Er ist seit 2005 Mitglied der von DJ Rush gegründeten DJ-Booking-Agentur Kne` Deep.
Im September 2008 hat er gemeinsam mit Mario Ranieri den Song "Tourette 2008" mit zugehörigem Musikvideo produziert, dass auf den Musiksendern VIVA Magyarország, MadTV (Bulgarien), goTV, Óčko, iMusic1,  gespielt wurde.

## Diskographie
- Tourette 2008 (Schubfaktor Digital)
- Fat Brothers EP (Kne' Deep)
- Black & White EP (Unknown Power)
- No-Name But Insane EP (Frank Kvitta Records)
- Introducing the Bullshit EP (Bullshit Records)
- Dance With The Devilz (Inflicted Recordings)
- Partystecher EP (Carnage)
- Fradsezeggus (Artillery)
- Tourette (Schubfaktor)
- Titty Twister (TausendGroove Records)
- Insane EP (Insane Records)